# Kanaaltunnel

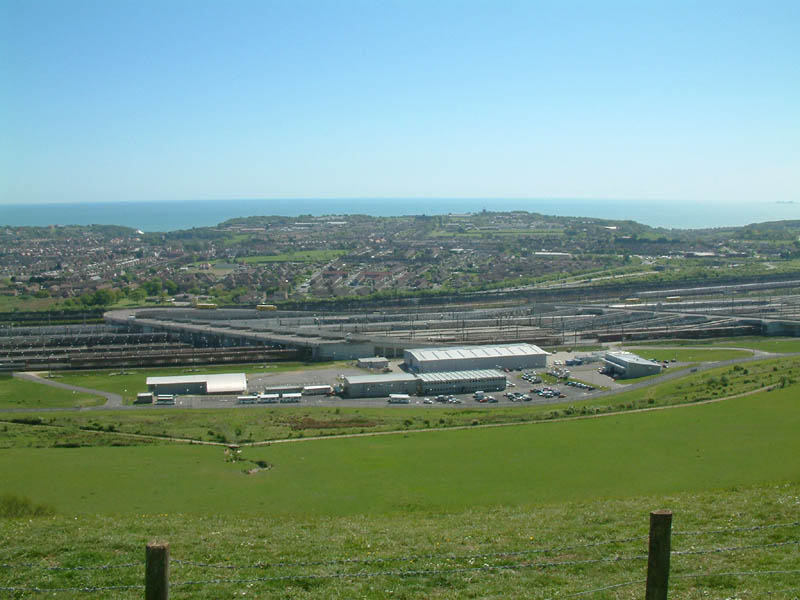
De terminal voor de Kanaaltunnel aan de Britse zijde

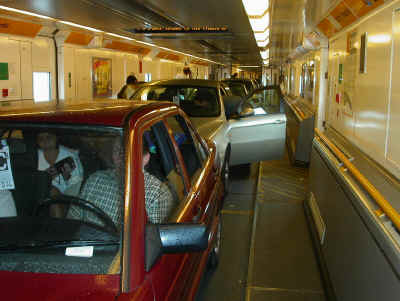
Auto's in een van de pendeltreinen

De Kanaaltunnel (Engels: Channel Tunnel of Chunnel, Frans: Tunnel sous la Manche) is een spoorwegtunnel onder Het Kanaal tussen Frankrijk en het Verenigd Koninkrijk. De bouw van deze tunnel werd voltooid op 6 mei 1994. De tunnel loopt van het dorp Coquelles bij Calais in Noord-Frankrijk naar Folkestone in Kent. De tunnel is ongeveer 50,5 kilometer lang: 3,3 km in Frankrijk, 9,3 km in het Verenigd Koninkrijk, en 37,9 km onder water.

## Geschiedenis
In 1802 deed Albert Mathieu-Favier, een Franse mijningenieur, een voorstel om onder het Kanaal door te tunnelen, met verlichting van olielampen, door paarden getrokken koetsen en een kunstmatig eiland midden in het Kanaal voor het wisselen van paarden. In 1855 lanceerde de Franse ingenieur Favre het plan om een 30 km lange tunnel van Calais naar Dover aan te leggen. Deze zou minstens 25 meter onder de bodem moeten liggen. Er werd 5 jaar gerekend voor de bouw, die van beide kanten gelijktijdig diende plaats te vinden en de kosten zouden ongeveer 100 miljoen francs bedragen. De afstand zou in 25 minuten afgelegd kunnen worden door een trein.
Twee bedrijven (Association française du tunnel sous-marin entre la France et l'Angleterre aan de Franse kant en The Channel Tunnel Company aan de Britse kant) verkregen in 1874 een 99-jarige concessie voor een spoortunnel. Het Britse bedrijf, dat onvoldoende kapitaal had, werd vervangen door The Submarine Continental Railway Company. Er was meer dan 3 km aan galerijen gegraven maar de bouw werd gestopt in 1883, waarbij de Admiraliteit en het Britse Ministerie van Handel strategische gevaren claimden. Historicus Laurent Bonnaud merkt op: “het Engelse leger leidde een formidabele campagne om de risico's van een Franse invasie in verband met het verlies van insulariteit aan de kaak te stellen. Dit zou de daaropvolgende zeventig jaar de officiële doctrine blijven.
Tegen 1955 waren defensieargumenten minder relevant geworden vanwege de dominantie van luchtmacht, en zowel de Britse als de Franse regering steunden technische en geologische onderzoeken. In 1958 werden de 1881-werkzaamheden ontruimd ter voorbereiding van een geologisch onderzoek van £ 100.000 door de Channel Tunnel Study Group. 30% van de financiering kwam van de Channel Tunnel Co Ltd, waarvan de grootste aandeelhouder de British Transport Commission was, als opvolger van de South Eastern Railway. Hoewel de twee landen in 1964 akkoord gingen met de bouw van een tunnel, duurde het nog tot 1974 voordat alle geologische onderzoeken en studies naar de financieringen afgerond waren en de aanleg van de tunnel begon. Slechts enkele maanden later, op 20 januari 1975, annuleerde de toen regerende Labour Party tot groot ongenoegen van hun Franse partners het project vanwege onzekerheid over het lidmaatschap van EEG, verdubbeling van de kostenramingen en de toenmalige algemene economische crisis. Op dat moment was de Britse tunnelboormachine klaar en had het ministerie van Transport een experimentele rit van 300 m (980 ft) uitgevoerd. (Deze korte tunnel, genaamd Adit A1, werd uiteindelijk hergebruikt als start- en toegangspunt voor tunnelwerkzaamheden vanaf de Britse kant en blijft een toegangspunt tot de servicetunnel.) De annuleringskosten werden geschat op £ 17 miljoen. Aan de Franse kant was een tunnelboormachine ondergronds in een stomptunnel geïnstalleerd. Deze lag daar 14 jaar tot 1988, toen hij werd verkocht, ontmanteld, opgeknapt en verscheept naar Turkije, waar hij werd gebruikt om de Moda-tunnel voor het Istanbul Sewerage Scheme te drijven.
In 1981 kwamen de Britse premier Margaret Thatcher en de Franse president François Mitterrand overeen om een werkgroep op te richten om een privaat gefinancierd project te ontwikkelen. In april 1985 werden initiatiefnemers uitgenodigd om voorstellen voor een plan in te dienen. Vier voorstellen werden geselecteerd:
- Channel Tunnel: een spoorvoorstel gebaseerd op het plan uit 1975 gepresenteerd door Channel Tunnel Group/France–Manche (CTG/F–M).
- Eurobridge: een 35 km lange hangbrug met een reeks van 5 km overspanningen en de autoweg in een afgesloten buis.
- Euroroute: een 21 km lange tunnel tussen kunstmatige eilanden die worden benaderd door bruggen.
- Channel Expressway: een reeks wegtunnels met een grote diameter en ventilatietorens in het midden van het Kanaal.

De publieke opinie was sterk voorstander van een autotunnel, maar zorgen over ventilatie, ongevalsbeheer en de hypnotiserende werking van de verlichting op de bestuurder resulteerden erin dat het enige spoorwegproject dat op de shortlist stond, CTG/F-M, het project in januari 1986 kreeg toegewezen. Redenen voor de selectie waren onder andere dat het de minste verstoring van de scheepvaart in Het Kanaal en de minste milieuschade zou veroorzaken, het beste beschermd was tegen terrorisme en het meest waarschijnlijk voldoende particuliere financiering zou aantrekken.
De bouw van de tunnel begon in 1986 en duurde zeven jaar. Er waren 15.000 mensen nodig om het werk te klaren. De tunnel is op 6 mei 1994 officieel geopend door de toenmalige president van Frankrijk François Mitterrand en de Britse koningin Elizabeth II. De tunnel wordt beheerd en geëxploiteerd door het bedrijf Eurotunnel, dat een concessie voor 99 jaar heeft gekregen.

## Constructie

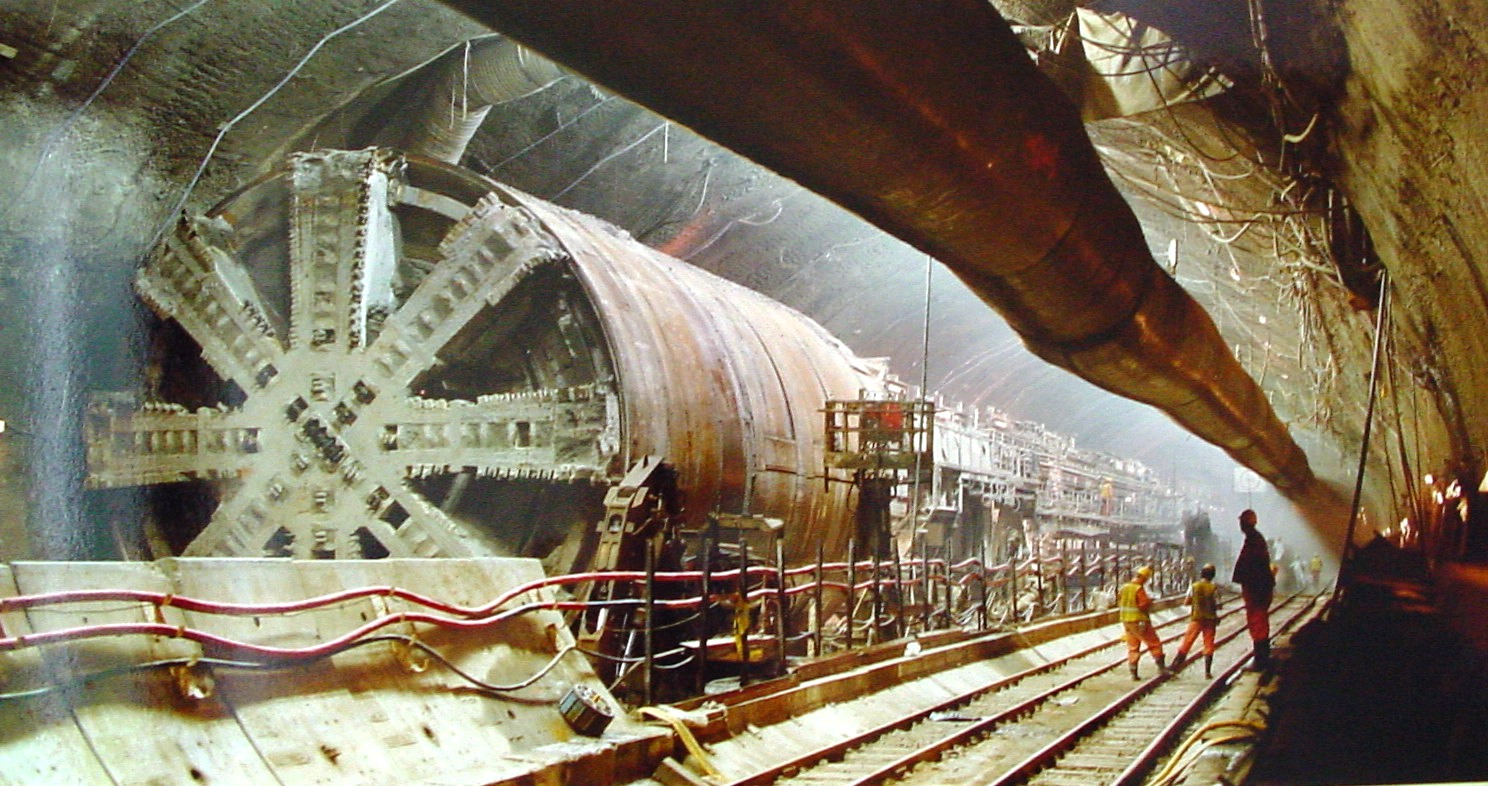
Een van de Franse tunnelboormachines

De tunnel bestaat uit drie buizen, twee buizen met ieder een spoor, middellijn 7,6 meter, en daartussen een vlucht- en servicebuis met een middellijn van 4,8 meter. Treinen rijden in zowel het Verenigd Koninkrijk als Frankrijk links, ook in de tunnel is dat het geval. Op een derde en twee derde van de tunnellengte zijn er wissels en verbindingssporen tussen de twee hoofdbuizen. Dit laat toe bij ongevallen in een van de zes secties toch de andere vijf secties in bedrijf te houden. Er zijn om de 375 meter vluchtroutes tussen de servicebuis en de spoorbuizen en om de 200 meter ontluchtingsverbindingen.

## Gebruik
De tunnel wordt gebruikt door:
- de Eurostar, een hogesnelheidstrein van Londen naar Brussel, Parijs en Amsterdam;
- goederentreinen;
- Eurotunnel-pendeltreinen;
  - voor auto's, bussen en kleinere voertuigen;
  - voor vrachtauto's, met aparte passagiersrijtuigen voor de chauffeurs.

Deutsche Bahn heeft sinds 2013 toestemming om Intercity-Express-treinen door de Kanaaltunnel naar Londen te laten rijden maar realiseerde dit niet.
Er zijn uitgebreide laadperrons aan beide uiteinden om de voertuigen snel in en uit te laden. Dat geschiedt van opzij, dus de trein staat naast het perron. Er zijn keerlussen voor de treinen, zodat de treinen snel gereed zijn voor de terugreis.
De reistijd met de Eurostar door de 50,45 km lange tunnel bedraagt bij een snelheid van 160 km/u ongeveer 19 minuten, de pendeltreinen doen er 35 minuten over. Een oversteek met de pendeltreinen duurt 'van snelweg tot snelweg' echter een uur tot anderhalf uur, in verband met de hele logistiek van de tolheffing, het in- en uitlaadproces en douaneformaliteiten.
Het oorspronkelijke plan was om de Eurostar-treinen ook andere bestemmingen in het Verenigd Koninkrijk dan alleen Londen te laten aandoen, en er zouden ook nachttreinen gaan rijden tussen Londen en diverse bestemmingen op het vasteland van Europa. Door technische en financiële problemen zijn beide plannen nog niet uitgevoerd, het is onduidelijk of deze plannen ooit gerealiseerd zullen worden.

## Bedrijfsvoering
Al vanaf de opening van de tunnel heeft de exploitant Eurotunnel te kampen met financiële tekorten. Dit heeft een aantal oorzaken:
- Schulden als gevolg van kostenoverschrijdingen tijdens de bouw.
- Concurrentie met de veerboten over het Kanaal en de Noordzee en prijsvechters in de luchtvaart.
- Hoge kosten vanwege de van overheidswege opgelegde strikte veiligheidseisen.
- Problemen met illegalen die door de tunnel het Verenigd Koninkrijk proberen te bereiken.

Vanaf 2011 groeit elk jaar het aantal personen en de hoeveelheid goederen die door de tunnel worden vervoerd. Hierdoor zijn de problemen met de bedrijfsvoering van de tunnel grotendeels verleden tijd.

## Incidenten
- Op 18 november 1996 ontstond brand in een vrachtwagen. Deze brandde al voordat de trein de tunnel inreed. Van de 30 passagiers, liepen er enkele ernstige rookvergiftigingsverschijnselen op. Acht mensen werden opgenomen in het ziekenhuis. Pas na drie weken werd de Kanaaltunnel weer geopend. De schade bedroeg ongeveer 25 miljoen euro. Na de brand werden enkele voorzorgsmaatregelen getroffen. Zo vonden veel passagiers dat de nooduitgangen onvoldoende waren aangegeven.
- Een kleiner ongeval vond plaats op 21 augustus 2006 toen een vrachtwagen op een trein vlam vatte. De tunnel werd korte tijd gesloten. Dit veroorzaakte enkele uren vertraging in het treinverkeer. Vierendertig mensen werden geëvacueerd. Niemand raakte gewond.[5]
- Op 11 september 2008 vatte een vrachtwagen ongeveer 11 km[6] van de Franse grens vlam. Tweeëndertig mensen werden geëvacueerd via de servicebuis. Zes mensen raakten lichtgewond. Ze kampten met ademhalingsmoeilijkheden. Dertigduizend mensen strandden op treinstations aan beide zijden van het Kanaal.[7] Het kostte de meer dan driehonderd Britse en Franse brandweerlieden 16 uur om het vuur te bestrijden. Het is vooralsnog onduidelijk wat de oorzaak van de brand is. Volgens de Franse autoriteiten was een remsysteem van een vrachtwagen oververhit geraakt, waardoor een band vlam vatte. Vervolgens zou het vuur zijn overgeslagen naar twee andere trucks. De Britse omroep BBC meldde dat de brand werd veroorzaakt door een gekantelde vrachtwagen met een giftige stof.[6] Bronnen melden dat de schade groter is dan die na de brand van 1996. Het vuur zou op sommige plaatsen temperaturen van 1000 °C hebben bereikt en zes wagons en een locomotief hebben vernield.[8] Op 13 september 2008 werd de tunnel weer geopend voor beperkt goederentransport. Op 15 september gebeurde dit voor een beperkte passagiersdienst. Aanvankelijk kon alleen de zuidelijke tunnelbuis worden gebruikt. De noordelijke buis, die in brand stond, raakte over een lengte van 300 meter beschadigd en bleef enkele weken gesloten voor reparaties. Op 22 september kon een sectie van 17 kilometer van de noordelijke buis weer in gebruik worden genomen, hetgeen een verhoging van de capaciteit mogelijk maakte. In een volgende stap werd de middelste sectie van de noordelijke buis vrijgegeven, zodat slechts over 1/3 van de afstand maar één buis ter beschikking was. Op 9 februari 2009 werd de tunnel volledig vrijgegeven. De totale reparatiekosten bedroegen ongeveer 60 miljoen euro.[9]
- Op 29 november 2012 is het treinverkeer 's middags enige uren stilgelegd vanwege een brand in een vrachtwagen op de trein van Calais naar Folkestone. De brand werd opgemerkt door een brandalarm, waarna de trein op een apart spoor werd gezet[bron?] en alle aanwezige personen (waaronder 36 vrachtwagenchauffeurs) werden geëvacueerd. Niemand raakte gewond. Vertragingen liepen op tot 5 à 6 uur.[10]
- Op 7 juli 2014 moesten 382 mensen worden geëvacueerd wegens een probleem met de bovenleiding.[11]